# Bilaspur (Gautam Budh Nagar)
Bilaspur – miasto w północnych Indiach w stanie Uttar Pradesh, na Nizinie Hindustańskiej.
Populacja miasta w 2001 roku wynosiła 7478 mieszkańców.